# Cozza tarantina
La cozza tarantina, detta anche cozza gnore, ovvero "cozza nera" in dialetto tarantino, è una varietà di mitilo (Mytilus galloprovincialis) allevata principalmente nel mar Piccolo di Taranto, in Puglia dove la mitilicoltura è praticata da secoli. 
È considerata una delle eccellenze gastronomiche del territorio pugliese e dell'intero Mezzogiorno italiano, la cozza tarantina si distingue per sapore, dimensione, colore e metodi di coltivazione tradizionali tramandati da secoli. Taranto è riconosciuta come la capitale italiana della mitilicoltura e la cozza ne rappresenta un simbolo culturale, economico e identitario. 
Il prodotto ittico è inserito nell'elenco dei prodotti agroalimentari tradizionali pugliesi riconosciuto dal Ministero delle politiche agricole.

## Zona di produzione
Le cozze sono allevate tra mar Piccolo e mar Grande a Taranto. Il peculiare sapore della cozza tarantina è dato dalle particolari condizioni di salinità del Mar Piccolo di Taranto, è un vivaio naturale perché si caratterizza per la presenza di un’acqua poco salata, in virtù di 33 sorgenti sottomarine di acqua dolce (Citri), dal fiume Galeso, dal Canale d'Aiedda e dal fiume Cervaro, aspetto visibile di un fenomeno carsico di captazione di acque che avviene a parecchi chilometri di distanza, dalle Murge. Inoltre, la tranquillità delle acque interne al bacino del Mar Piccolo è un altro elemento che rende uniche le cozze di Taranto. 
Anticamente i pali utilizzati per l'allevamento erano realizzati in legno della Sila.

## Caratteristiche
La cozza tarantina presenta un guscio nero-violaceo, con forma leggermente allungata e valve spesse. Il mollusco interno è corposo e consistente, con un colore che varia dall'arancio intenso al rosato pallido, a seconda del sesso e del periodo dell'anno. Rispetto ad altre varietà mediterranee, ha un sapore più dolce e iodato, meno salmastro, dovuto alla particolare composizione dell'acqua del Mar Piccolo, meno salina e ricca di nutrienti naturali.
Questa differenza organolettica è attribuita anche alla presenza dei cosiddetti "citri", sorgenti di acqua dolce e subacquee che arricchiscono l'ambiente marino di sali minerali, plancton e fitonutrienti, favorendo una crescita più rapida e qualitativamente superiore dei mitili. 

## Tecniche di allevamento
L'allevamento delle cozze tarantine segue una tradizione artigianale basata sull'impiego di sistemi sospesi: le cozze vengono coltivate su corde calate in acqua da strutture galleggianti (zattere) o pali fissi piantati sul fondo (i cosiddetti "pali di San Cataldo").
Il ciclo di allevamento prevede:
- Semina: raccolta del seme (mitili giovani) in mare o in appositi impianti;
- Infilaggio: inserimento dei mitili su corde con reti protettive;
- Crescita: spostamenti ciclici tra Mar Piccolo e Mar Grande per stimolare la crescita e il rafforzamento del mollusco;
- Pulizia e selezione: operazioni manuali di rimozione di incrostazioni e parassiti;

- Raccolta e commercializzazione: dopo 9-12 mesi, le cozze raggiungono la taglia commerciale e vengono selezionate per il consumo.

Le tecniche tarantine si distinguono per l'elevata cura manuale e per l'adattamento delle pratiche alle condizioni ambientali locali. In alcune famiglie, l'allevamento è tramandato da più di quattro generazioni. 

## Storia
La miticultura a Taranto ha origini antichissime: fonti storiche ne attestano la presenza già in epoca greco-romana, quando i mitili veniva raccolti naturalmente lungo le coste e negli anfratti del Mar Piccolo. Tuttavia, è tra il XVIII e il XIX secolo che l'allevamento sistematico delle cozze assume rilevanza economica, soprattutto con l'arrivo dei Borboni, che rilasciano le prime concessioni ufficiali per lo sfruttamento delle acque.
Questa descrizione è stata ripresa anche nel corso del XVI e XVII secolo da autori come Tommaso Niccolò d'Aquino nelle sue "Deliciae Tarantinae"
Nel corso del XX secolo, Taranto diventa un centro nevralgico della mitilicoltura italiana, con tecniche di allevamento sempre più raffinate e un mercato che si espande in tutta Italia e all'estero. Dopo un periodo di crisi dovuto all'inquinamento industriale e alla crisi economica degli anni '90, il settore ha riconosciuto una rinascita, grazie a progetti di bonifica, monitoraggio ambientale e rilancio del marchio territoriale. 

## La cozza tarantina nella cultura di massa
La cozza tarantina ha trovato spazio anche nella cultura di massa italiana. È stata spesso menzionata in film, sketch comici e canzoni che fanno riferimento con ironia o affetto alla tradizione culinaria del Sud Italia. In particolare, alcuni comici pugliesi come Lino Banfi o Emilio Solfrizzi hanno ironizzato sull'amore viscerale per le cozze crude nei loro personaggi.
Nel 2014, il noto chef televisivo Alessandro Borghese ha dedicato un'intera puntata del programma "4 Ristoranti" alla cucina tarantina, mettendo in evidenza l'importanza della cozza tarantina nelle ricette locali. Anche programmi come "Linea Verde" e "Geo" hanno realizzato servizi sul Mar Piccolo e sulla mitilicoltura, contribuendo a rafforzarne l'immagine positiva a livello nazionale
I Terraross la citano in "Giù al sud", traccia dell'omonimo album ed è presente anche in diverse canzoni locali.
Il nuovo brand grafico della birra Raffo, da sempre legata alla città jonica, comprende anche lo slogan Don't touch my cozza stampato sull'etichetta delle bottiglie.

## Economia, sicurezza e ambiente
La mitilicoltura è una delle principali fonti di reddito per la città di Taranto, coinvolgendo centinaia di addetti nella produzione, selezione, distribuzione e vendita. La produzione annua varia in base alle condizioni ambientali, ma può superare le 30.000 tonnellate. 
L'attività è strettamente legata alla salute dell'ecosistema marino. Negli ultimi decenni, il settore ha sofferto per l'inquinamento dovuto alla presenza del polo siderurgico e di altri insediamenti industriali. Le cozze, essendo organismi filtratori, sono particolarmente sensibili alla contaminazione da metalli pesanti e altre sostanze tossiche. 
Negli ultimi anni, l'adozione di rigorosi protocolli sanitari, la bonifica di alcune aree e il monitoraggio costante delle acque da parte di enti come ARPA Puglia e CNR-IRSA, hanno permesso un miglioramento della qualità ambientale e della sicurezza alimentare del prodotto. A seguito dei rilievi e delle verifiche dell'inquinamento presente nel primo "seno" del mar Piccolo, la filiera legale delle cozze è stata spostata nel secondo "seno". I prelievi e la classificazione delle acque sono al momento effettuati per singolo produttore, dando modo, così di certificare la sicurezza del prodotto. 
Le cozze tarantine sono inoltre utilizzate come "bioindicatori": la loro capacità di accumulare contaminanti è usata per monitorare la qualità delle acque e i livelli di inquinamento.
Diverse fasi della produzione, peraltro, avvengono al momento anche in mar Grande, quindi, in mare aperto.

## Cucina
La cozza tarantina è protagonista indiscussa della cucina pugliese, e in particolare tarantina. Alcuni dei piatti più rappresentativi sono: 
- Cozze alla "puppitegna" con aglio, olio e prezzemolo;
- Impepata di cozze cotte in padella con pepe nero;
- Tubettini, spaghetti, linguine o bavettine con le cozze, inoltre sono ottimo antipasto sfizioso
- Riso, patate e cozze preparazione stratificata al forno tipica anche di Bari;
- Cozze in pastella[8] o ripiene fritte[9] o cozze gratinate al forno[10].

Il consumo crudo è una pratica diffusa nella tradizione locale, con l'aggiunta di limone o solo con acqua di mare, ma richiede garanzie sanitarie e tracciabilità per evitare rischi.

## Cultura e curiosità
La cozze tarantina è molto più di un alimenti: è un simbolo identitario, sociale e culturale. Ricorre in proverbi, canzoni dialettali e racconti popolari. È oggetto di una manifestazione annuale chiamata "Festa della cozza tarantina", che si svolge sul lungomare della città vecchia, con degustazioni, musica, spettacoli e laboratori didattici per la promozione della mitilicoltura sostenibile. 
In alcuni quartieri, il mestiere del "cozzaro" è ancora visto con rispetto e orgoglio. La cittadinanza si mobilita spesso per difendere e promuovere questo patrimonio, che rappresenta una risorsa anche per il turismo gastronomico ed esperienziale.